# Hans Brusse
Johan Marie "Hans" Brusse (Rotterdam, 11 september 1913 – na 1948) was een Nederlandse agent in dienst van de Sovjet-Unie. 

## Levensloop
Brusse was een zoon van de Rotterdamse uitgever W.L. Brusse. Hij werkte gedurende enige tijd als persvoorlichter bij Philips. In die periode kwam hij regelmatig in de letterkundige kring 'De Oase'. Na 1937 werkte hij fulltime voor de Sovjet-Unie.
Hij was aan het eind van de jaren dertig en gedurende de eerste jaren van de Tweede Wereldoorlog in Frankrijk en de Verenigde Staten intensief betrokken bij de jacht van de Sovjets op Walter Krivitsky, een voormalig leider van de GROe, de Sovjet-militaire inlichtingendienst. Krivitsky was na zijn verraad in augustus 1939 een persoonlijke vijand van Jozef Stalin geworden. 
Krivitsky werd op 11 februari 1941 dood aangetroffen in zijn hotelkamer in Washington. Men neemt aan dat Hans Brusse daar de hand in heeft gehad. 
Zo rond 1948 stuurde hij nog een ansichtkaart aan zijn moeder in Nederland. Dit was het laatste teken van leven. 
Hans Brusse was getrouwd met Nora Jongert, uit een artistieke en communistische familie. Hij was een neef van Kees Brusse en Jan Brusse. 